# حمد الدغريري
حمد بن أحمد الدغريري مؤذن في المسجد الحرام بمكة، تم تعيينه للأذان في المسجد الحرام في 22 يوليو 2013م  كما أسند له الرئيس العام لشؤون المسجد الحرام و المسجد النبوي مهمة الفتح على الائمة؛ وذلك بالتصحيح للإمام في حال اختلطت عليه بعض المتشابهات القرآنية أو أدركه سهو أو نسيان أثناء صلاته. وقد كان مؤذنا قبل ذلك في جامع الراجحي بالرياض.